# Avenida de Europa
Avenida de Europa è una stazione della linea ML2 della rete tranviaria di Madrid.
Si trova sotto l'incrocio tra la Avenida de la Comunidad de Madrid e la Avenida de Europa, nel comune di Pozuelo de Alarcón.

## Storia
È stata inaugurata il 27 luglio 2007 insieme al primo tratto della linea.